# Slijkzwemmer
De slijkzwemmer, modderkever of pieptor (Hygrobia hermanni) is een keversoort uit de familie slijkzwemmers. De wetenschappelijke naam van de soort is voor het eerst geldig gepubliceerd in 1775 door Fabricius. De soort komt voor in Zuid- en West-Europa en Noord-Afrika.